# Lago di Limedes
Lago di Limedes, někdy nazývané též Lago di Limides, je malé jezírko, které se nalézá na úbočí hory Croda Negra v horské skupině Nuvolau v Ampezzanských Dolomitech asi 9 km západně od města Cortina d'Ampezzo.
Jezírko je známé především mezi fotografy pro svou polohu, která umožňuje fotit odrazy okolních horských štítů na vodní ploše jezírka.

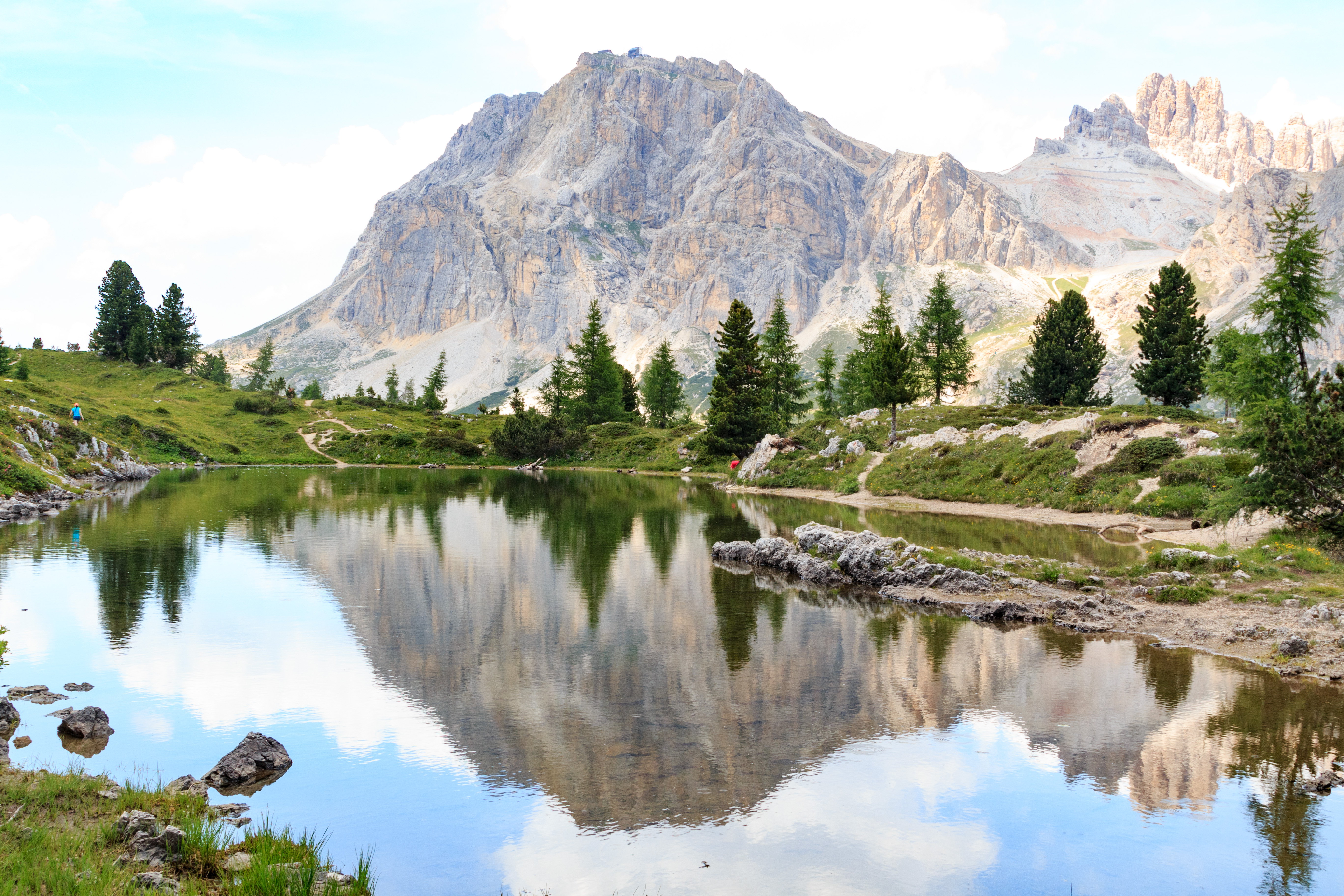
Lago di Limides v červenci 2015
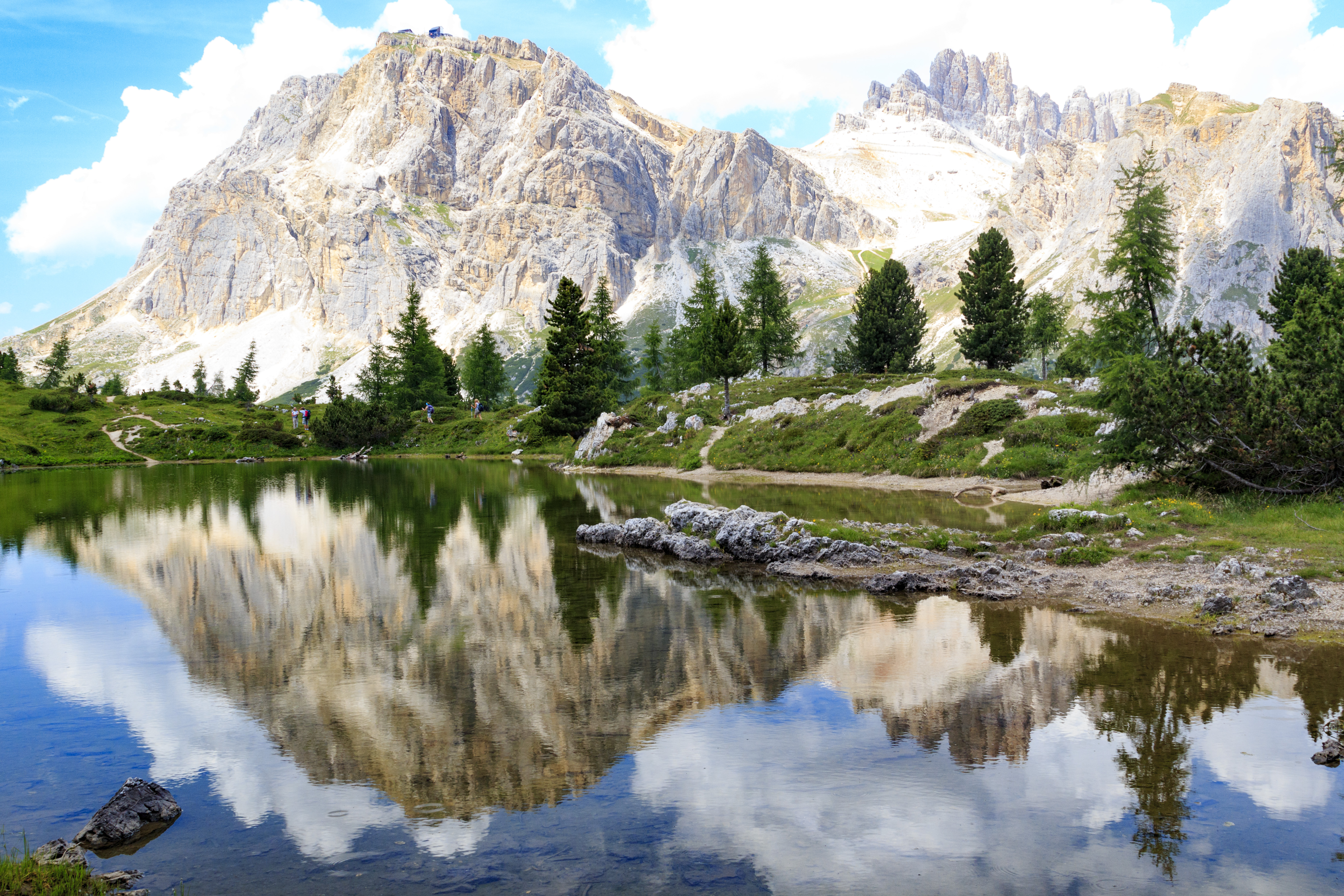
Lago di Limides v červenci 2015
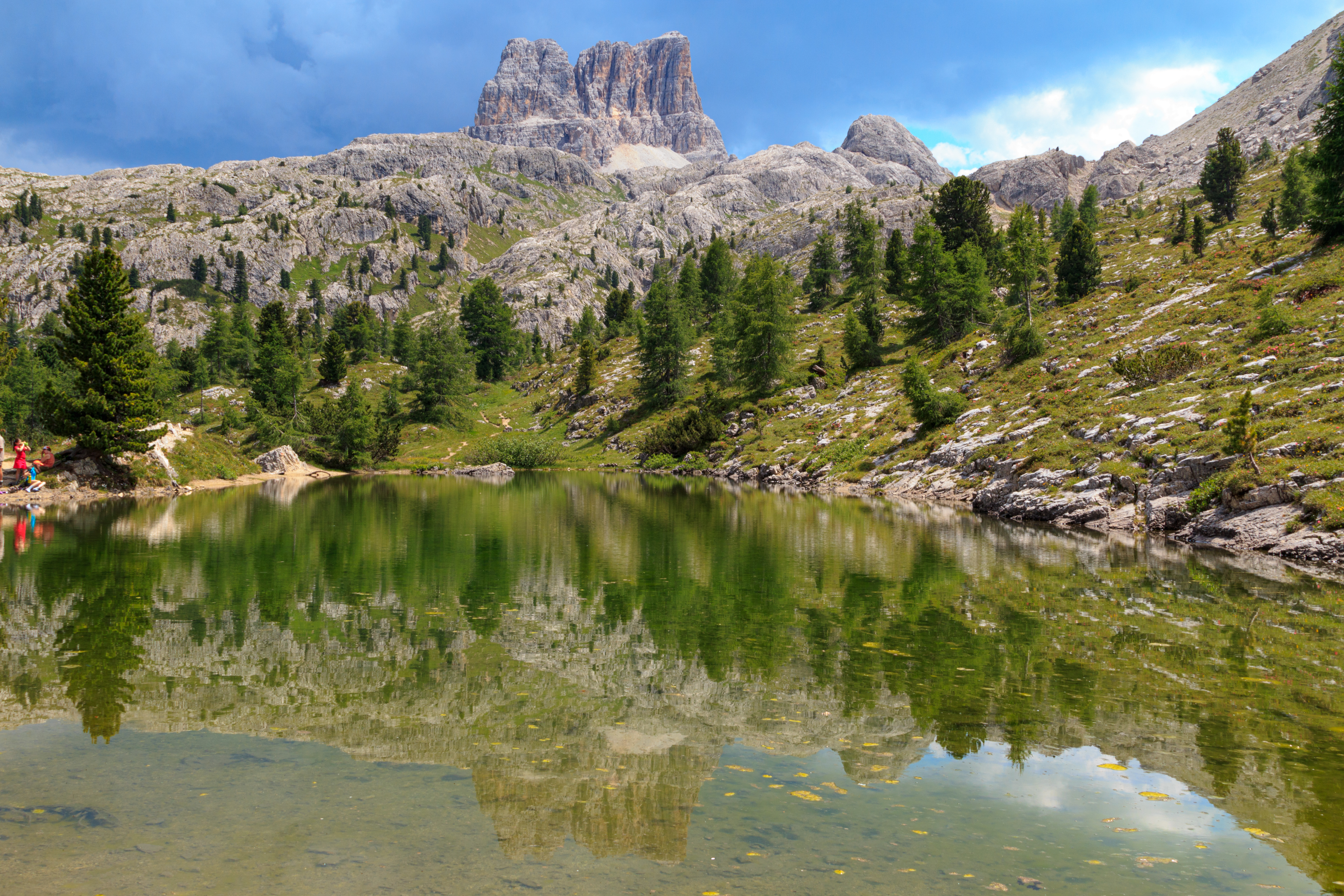
Lago di Limides v červenci 2015
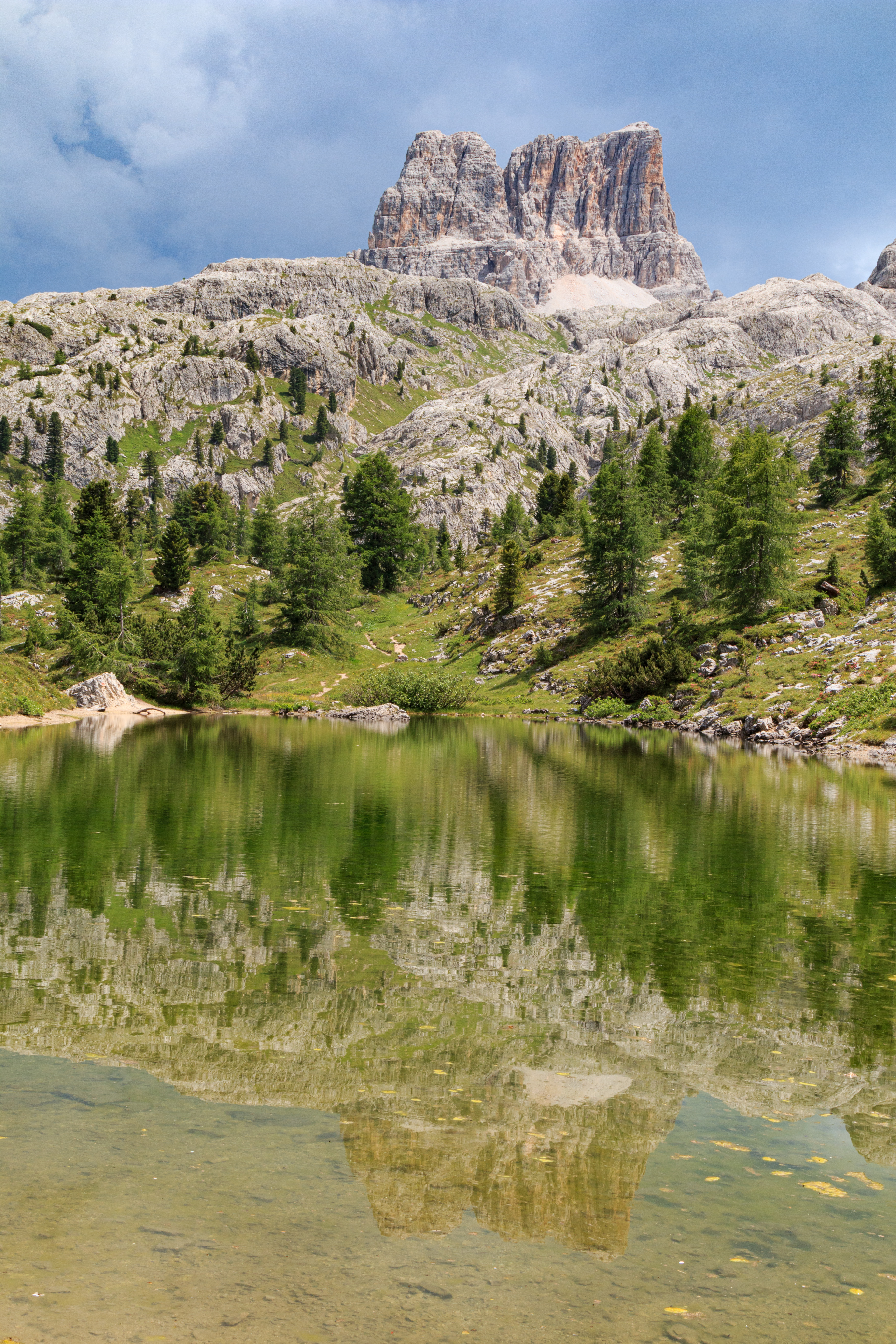
Lago di Limides v červenci 2015